# De Munt (Tegelen)
De Munt is een kasteel in Tegelen waarin sinds 1875 een klooster is gevestigd. Het bevat ook een zorginstelling. Het is sinds 1970 een rijksmonument. 

## Ontstaansgeschiedenis
In de vroege middeleeuwen werd door het Frankische Rijk een momboir, ofwel voogd, aangesteld voor de Mulgouw, destijds de naam voor het gebied tussen de Maas en de Rijn, waarin onder andere de plaatsen Tegelen en Belfeld lagen. Degene die het momberschap (de voogdij) uitoefende werd de momber genoemd. Deze momber bestuurde de streek namens de Frankische koningen. Het momberschap werd verlatijnst tot mundebordium of mundium. De burcht waarin de momber woonde werd ook Mundium, en later Munt genoemd. Het kasteel lag op een verhoogde heuvel, een zogenaamde motte, en was door grachten omgeven. De Munt was een bestuursgebouw; bij het kasteel lag de Bongertshof, het huis waarin de heren van Tegelen woonden.

## Gulik
In 1331 werd Tegelen deel van het vorstendom Gulik. Vanaf die tijd werd het bestuurd vanuit Brüggen en hield het kasteel op een machtscentrum te zijn. Het kasteel en de Bongertshof werden nog een tijd bewoond, in 1550 door Gerard van Holtmeulen en eind 17e eeuw door Baron van Wevelickhoven. De Bongertshof was in die tijd ook bekend onder de namen Bongaertshoff en de Bongart. In de 1697 brandde het kasteel uit, waarna het verviel tot een ruïne. Op de Tetrarchia Ducatus Geldriae Ruremondana sive Hispanica, de kaart van het Kwartier Roermond van het Hertogdom Gelre die aan het eind van de 17de eeuw werd uitgegeven door Frederik de Wit, staat het kasteel de Munt aangegeven als In de Munt. Op de Tranchotkaart uit 1805 staat het kasteel vermeld als Mund. Op deze zeer gedetailleerde kaart is ook het drievoudige grachtenstelsel ingetekend; de gracht rond de motte waarop het oude kasteel stond, de gracht om het huidige kasteel en de bongertshof met de buitengrachten.

## De Bongertshof
De boerderij De Bongertshof lag in de directe nabijheid van Kasteel De Munt en hoorde dan ook bij het goed. Er lag al een Bongaertshoff in 1550, toen Gerard van Holtmeulen het kasteel bewoonde. In 1697 werden kasteel en boerderij door een brand verwoest. De toenmalige heer van Tegelen, baron Van Wevelickhoven, woonde een jaar later op de nieuwgebouwde boerderij totdat de wederopbouw van het kasteel was afgerond. De boerderij telde op dat moment ruim 52 morgen en heette op dat moment de Bongart.
Het kasteel werd opgetrokken in baksteen en afgedekt met een zadeldak met gezwenkte gevels. In 1733 liet Van Wevelickhoven een woonvleugel aanbouwen met mansardedak. Begin oktober 1794 nam de Franse generaal Laurent zijn intrek in kasteel de Munt en begon hij met de belegering van Venlo, dat op 26 oktober in Franse handen viel.
In 1831 kwam De Munt en de Bongertshof in bezit van de Venlose familie De Lom de Berg, die in 1860 de motte liet afgraven. De bijbehorende waterput bleef nog circa vijftien jaar bestaan en omdat de kunstmatige heuvel waarop de put lag was afgegraven, leek de put net een fabrieksschoorsteen. In 1875 werd de Munt verkocht aan de Duitse zusters Benedictinessen van het Heilige Sacrament, die hun klooster in Viersen moesten verlaten als gevolg van de Kulturkampf. In dat jaar is ook de kerk van de priorij in gebruik genomen. In deze kerk wordt vanaf dat moment dag en nacht onafgebroken gebeden door de zusters Benedictinessen. De Lom de Berg bouwde voor zichzelf achter de Munt aan de Venloseweg een landhuis, dat de Nieuwe Munt werd genoemd en in 1889 aan de Zusters van Onze Lieve Vrouw werd verkocht, waarna het gebouw St. Juliaklooster ging heten. Delen van de buitengrachten hebben tot in de 20e eeuw bestaan. De Muntstraat, Broeklaan en Kerkhoflaan liggen op de plaats van de oude grachten. De naam van de  Bongerdstraat en van zorgflat Bongerd met gelijknamig gemeenschapshuis refereert aan de oude boerderij.

## Priorij Nazareth
Het huidige gebouw Priorij Nazareth (in de volksmond 'De Oude Munt' genoemd) bestaat uit de 17e-eeuwse bakstenen kasteelboerderij en de 18e-eeuwse woonvleugel. In 1876 werd een uitbreiding gerealiseerd aan de zuidwestzijde. Het klooster werd in 1882 verder uitgebreid met een kerk en een oostvleugel, in 1890 met een westvleugel en in 1900 met een toren en een ommuring aan de binnenkant van de binnengrachten, die hiervoor werden versmald. De oude ronde gracht was toen al gedempt. In 1934-1935 volgde nog een uitbreiding. Het gebouw staat ten zuiden van de plaats waar het oorspronkelijke kasteel stond, op de plek waar het Frankische kasteel stond is nu de begraafplaats van het klooster gelegen.